# Мякинен, Кари
Архиепи́скоп Ка́ри Мя́кинен (фин. Kari Mäkinen; род. 5 января 1955, Пори, Турку-Пори) — архиепископ Евангелическо-лютеранской церкви Финляндии (2010—2018); с 1 июня 2018 года — на пенсии.

## Биография
Родился 5 января 1955 года в городе Пори, в Финляндии.
В 1979 году удостоен степени кандидата теологии (в настоящее время — степень магистра теологии). В 1987 году защитил лицензиат, а в 1989 году получил степень доктора теологии.
В 1979 году — лютеранский пастор в приходе-благочинии Ройхувуори в Хельсинки.
С 1979 по 1984 год — пастор в приходе-благочинии Лауттасаари Хельсинки.
В 1989 — пастор в приходе-благочинии Восточного Пори.
С 1989 по 1993 год — пастор прихода-благочиния в Улвила.
С 1984 по 1989 год — занимался научно-богословскими изысканиями для подготовки докторской диссертации.
В 1994 году — ассистент профессорской кафедры истории в Университете Хельсинки.
С 1994 по 2005 год — настоятель прихода-благочиния в Улвила.
С 2006 по 2010 год — епископ Турку.

## Архиепископ ЕЛЦФ
В 2010 году, после выхода на пенсию архиепископа Юкка Паарма, Мякинен был избран новым примасом Евангелическо-лютеранской церкви Финляндии с титулом Архиепископ Турку, набрав во втором туре голосования 593 голоса. За профессора хельсинкского университета Миикку Руоканена проголосовало 582 делегата. Настолование состоялось 6 июня 2010 года в кафедральном соборе города Турку. На церемонии присутствовали глава ВЛФ Ишмаэль Ноко, президент Финляндии Тарья Халонен, спикер Парламента, министр культуры, а также представители православных церквей.
С 21 по 23 июня 2010 года в Виннипеге (Канада), в преддверии G8, принимал участие во Всемирном саммите религиозных лидеров.
В 2015 году, в связи с прибытием в страну нескольких тысяч беженцев, обратился к приходам с просьбой оказать приезжающим срочную помощь.
1 июня 2018 года вышел на пенсию. На посту главы Евангелическо-лютеранской церкви Финляндии его сменил Тапио Луома, вступивший 3 июня в должность архиепископа Турку.

## Отношение к ЛГБТ и женскому священству
На момент своего избрания архиепископом Евангелическо-лютеранской церкви Финляндии выступал за благословение однополых пар, а также являлся активным сторонником рукоположения женщин в епископский сан.
В октябре 2010 года, после телевизионных дебатов о правах гомосексуалистов, по результатам которых евангелическо-лютеранскую церковь покинуло более 30 тысяч человек, архиепископ, сожалея о случившемся, стал более дипломатичным в высказываниях, признавая, что общество должно гарантировать равные юридические права всем парам, вне зависимости от их сексуальной ориентации и, не желая, чтобы церковь отказалась от права венчания, если закон о гендерно-нейтральном браке вступит в силу, архиепископ на данном этапе не считает правильным совершать браковенчание гомосексуалистов в церкви. Он надеется на продолжение дискуссии. Вместе с тем архиепископ уверен, что «людей надо поддерживать в их поисках собственной идентичности на их собственных условиях».
26 марта 2013 года в утренней программе коммерческого телеканала МТВ3 Huomenta Suomi архиепископ высказал свою поддержку законопроекту о равноправном браке, но днём позже аннулировал своё заявление, сказав, что говорил о равноправном отношении к людям в общих словах. 14 июля 2014 года на ежегодном политическом мероприятии Suomi-areena, проходящем в Пори, архиепископ попросил прощения у сексуальных меньшинств за жестокое отношение к ним со стороны церкви.
В связи с одобрением парламентом страны 28 ноября 2014 года закона о гендерно-нейтральном браке, архиепископ на своей странице в Facebook, поблагодарив авторов гражданской инициативы и участников общественных дискуссий, заявил, что «понимает значимость этого дня для представителей сексуальных меньшинств, их родных и близких, а также многих других». «Спор, свидетелями которого мы стали, „расколол“ церковь в положительном смысле. Мне кажется, что произошёл так называемый „обмен ролями“. Сегодня общество проповедует моральные ценности, защищающие не учреждения или принципы, а народ. Именно в такой проповеди и нуждается церковь».
В связи с позицией Мякинена, начался отток верующих из Евангелическо-лютеранской церкви Финляндии. По подсчётам Петри Каризма, создателя сайта Eroakirkosta.fi («Покиньте Церковь»), в пятницу днём 170 верующих порвали с церковью ещё до начала сессии парламента, однако, после 17:00 их число уже достигло 929 человек. К 19:00 количество отписавшихся от ЕЛЦФ приблизилось к 1500. Всего за один день (28 ноября) членство в церкви прекратили 2612 человек. К ночи на понедельник 1 декабря это число выросло до 5428 человек.
1 марта 2017 года, после вступления в силу закона о равноправном браке, на своей странице в Facebook обратился к гомосексуалистам со словами поздравления:

Сегодня думаю в особенности о вас, кому теперь открылась возможность вступить в брак. Вы многому научили меня и показали богатство и многообразие подаренных нам Богом жизни и любви. Благодарю Бога за то, что вы есть.
Оригинальный текст (фин.)Τänään ajattelen erityisesti teitä, joille avioliiton mahdollisuus nyt avautuu. Olen oppinut teiltä paljon Jumalan antaman elämän ja Jumalan  antaman rakkauden rikkaudesta ja moninaisuudesta. Kiitän Jumalaa teidän olemassaolostanne.
— архиепископ Кари Мякинен
.